# FIDIS
FIDIS (Future of Identity in the Information Society [FoIitIS]) (deutsch: Zukunft der Identität in der Informationsgesellschaft) war ein fünfjähriges Projekt im Rahmen des 6. Forschungsrahmenprogramms. Es dauerte von 2004 bis 2009.

## Ziel
Das Ziel war, Veränderungen zu untersuchen, denen der Begriff Identität in der sich dynamisch entwickelnden europäischen Informationsgesellschaft unterliegt und dabei Ansätze und Wege zu identifizieren, die eine möglichst reibungsfreie Europäische Integration erreichen. Das multinationale und multidisziplinäre Netzwerk sollte ein besseres Verständnis dafür entwickeln, welchen Beitrag Systeme für ein Identitätsmanagement für die faire Gestaltung der europäischen Informationsgesellschaft leisten können. Hierbei galt es, nationale Unterschiede zu berücksichtigen. So ist etwa der Personalausweis für Erwachsene in Deutschland Pflicht, in dem Vereinigten Königreich bislang jedoch nicht üblich. Ziel des FIDIS war es, die europäische Forschung hinsichtlich von Identitäts- und Identifizierungstechnologien zu integrieren. Das Projekt beschäftigte sich mit den damit verbundenen Sicherheits- und Datenschutzaspekten. Außerdem erarbeiten die Experten in diesem Netzwerk rechtliche, sozioökonomische sowie anwendungsbezogene Anforderungen in Zusammenhang mit Identität und Identifizierung.

## Finanzierung, Projektlaufzeit
Die Europäische Union förderte FIDIS im Rahmen des sechsten Europäischen Forschungsprogramms Technologien für die Informationsgesellschaft. Das Projekt lief seit April 2004 für eine Dauer von fünf Jahren und hatte eine Gesamtförderung von 6,1 Millionen Euro. Die Leitung dieses NoE hatte in Deutschland die Johann Wolfgang Goethe-Universität Frankfurt am Main.

## Partner im FIDIS Konsortium
Es waren 24 Partner aus Europa an diesem multidisziplinären und multinationalen Projekt beteiligt.
1. Johann Wolfgang Goethe-Universität (Frankfurt am Main) – Konsortialführung
2. Gemeinsame Forschungsstelle (JRC), Sevilla
3. Vrije Universiteit Brussel
4. Unabhängiges Landeszentrum für Datenschutz Schleswig-Holstein
5. Institut Europeen D'Administration Des Affaires (INSEAD)
6. Universität Reading
7. Universität Tilburg
8. Katholieke Universiteit Leuven
9. Universität Karlstad
10. Technische Universität Berlin
11. Technische Universität Dresden
12. Albert-Ludwigs-Universität Freiburg
13. Masaryk-Universität (Brünn)
14. VaF Bratislava
15. London School of Economics and Political Science (LSE)
16. Technische und Wirtschaftswissenschaftliche Universität Budapest
17. International Business Machines Corporation
18. Institut de recherche criminelle de la Gendarmerie Nationale
19. Netherlands Forensic Institute
20. Virtual Identity and Privacy Research Center
21. Europäisches Microsoft Innovations Center
22. Institute of Communication and Computer Systems
23. Sirrix
24. Nomen Nominandum

## Forschungsbereiche
Zu den Kerngebieten, die innerhalb des FIDIS Netzwerks erforscht wurden, gehörten:
- Identity of Identity: Definition einer Terminologie zum Thema ID-Management
- Profiling: Implikationen aus der Sammlung von Daten
- Interoperability of IDs and ID management systems
- Forensic Implications: Forensische Implikationen
- De-Identification: Identitätsdiebstahl und Pseudonymität
- HighTech ID
- Mobility and Identity: ID-Management im Bereich Mobilkommunikation